# Anna Pujol Puigvehí

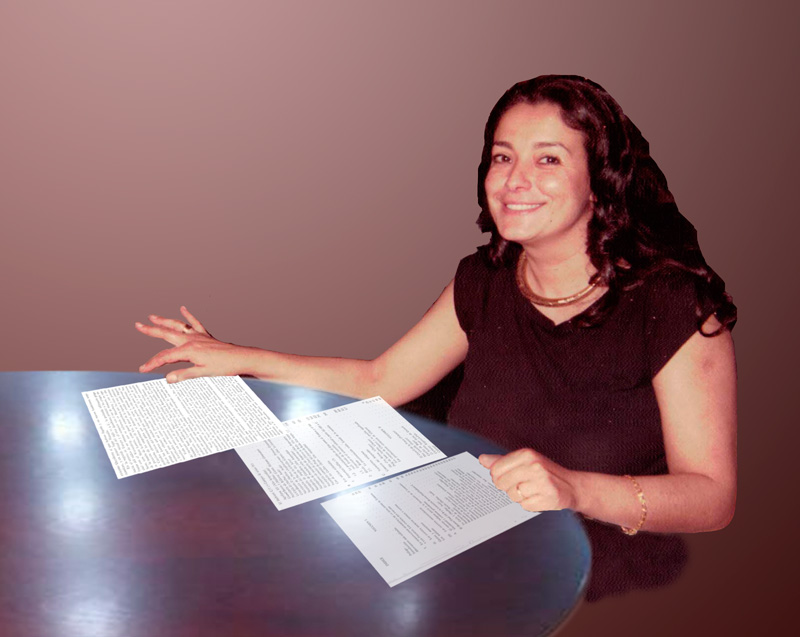
Anna Pujol Puigvehí (1983)

Anna Pujol Puigvehí, auf Katalanisch Anna Pujol i Puigvehí (* 16. August 1947 in Figueres, Spanien) ist eine spanische Historikerin, Professorin und Archäologin.

## Werdegang
1970 graduierte sie mit einem Bachelor of Arts an der Universität Barcelona. Ihre Abschlussarbeit hatte den Titel „Los Indiketes según las fuentes literarias y arqueológicas“. Ihren Doktortitel in Geschichte an der Autonomen Universität Barcelona machte sie 1981. Sie schloss mit summa cum laude ab. Ihre Doktorarbeit hatte den Titel „La población prerromana del extemo nordeste peninsular. Génesis y desarrollo de la cultura ibérica en las comarcas gerundenses“. Sie unterrichtete über 15 Jahre lang an der Autonomen Universität Barcelona und war außerordentliche Professorin für Archäologie und Altertum an der Open University of Catalonia (UOC). 1981 erhielt sie eine Professur für Geschichte an Sekundarschulen.
Als Archäologin machte sie mehrere praktische Exkursionen nach Empúries, eine antike griechische (ionische) Kolonie in der heutigen katalanischen Provinz Girona. Sie unternahm mit internationalen französisch-spanischen Teams Ausgrabungen an Orten von wissenschaftlicher Bedeutung, wie dem orientalischen Palast von Cancho Roano in Zalamea de la Serena (Provinz Badajoz) oder der gallisch-römischen Stadt Bibracte in der heutigen Gemeinde Saint-Léger-sous-Beuvray (Frankreich), und an zahlreichen Orten aus verschiedenen Epochen in Spanien, Katalonien (z. B. Ullastret und Empúries) und Europa (z. B. Saint-Rémy-de-Provence, Bourges, Bordighera und Ligurien). Ihre Erfahrungen aus dem Archäologieunterricht bewogen sie dazu, 1994 und 1996 die erste und zweite Conference on Archaeology and Education am Museu d’Arqueologia de Catalunya zu organisieren und dort jeweils als Rednerin aufzutreten. Sie arbeitete auch am Computer Education Program (PIE) im Department of Education of the Generalitat of Catalonia. Das Ergebnis ihrer Arbeit war die Website The Ibers of Catalonia, welche kostenlos über Department zugänglich ist.
Sie ist seit 1973 wissenschaftliche Mitarbeiterin vom Spanish Historical Index und 1974 Wissenschaftsberaterin von der Vereinigung Amics dels Museus de Catalunya. Daneben gehört sie verschiedenen Vereinigungen an, darunter: ehemaliges Mitglied vom Institute of Archaeology and Prehistory of the University of Barcelona und Mitglied des Institut d’Estudis Catalans. Puigvehí tritt auch als Mäzen auf, wie des ehemaligen Augustinerklosters Santa Maria de Vilabertran. Sie hielt zahlreiche Hochschulkurse an mehreren Universitäten und Institutionen im Ausland und Spanien. Im Laufe ihres Lebens hat sie zahlreiche Studien über die frühen Ereignisse in der Geschichte von Katalonien veröffentlicht, sowohl für die Fachleserschaft als auch für die breite Öffentlichkeit in Zeitschriften wie: Ampurias, Extremeños Studies Journal, Annals of the Institute of Empordan Studies, Pyrenae, History and Life, History 16, World Routes the National Geographic Society und Archaeology Magazine or Scientific American.
Puigvehí erhielt den Third Prize Castell del Joncar vom Figueres City Council und den Choral Society Erato für ihre Geschichtsstudie: „El Ampurdán desde la colonización griega a la conquista romana. Según testimonio de los autores griegos y romanos contemporáneos.“ Die Studie wurde 1977 in Annals de l’Institut d’Estudis Empordanesos veröffentlicht.
Ihre Arbeit als Forscherin und Schriftstellerin erfolgt in drei in Wechselbeziehung stehenden Feldern: die Frühgeschichte von Katalonien und Europa, die Ursprünge der Kochkunst in Katalonien, einschließlich der Getränke (La Introducción y comercialización del vino en el nordeste de la Península Ibérica), und die Übersetzung von Büchern und Studien. In diesem Zusammenhang hat sie Bücher übersetzt, welche die School of Architecture of Barcelona verwendet: Historia de las tipologías arquitectónicas von Nikolaus Pevsner (ursprünglich Englisch) oder Historia de la arquitectura moderna von Leonardo Benevolo (ursprünglich Italienisch).

## Veröffentlichungen (Auswahl)
- 1989: La población prerromana del extremo nordeste peninsular: génesis y desarrollo de la cultura ibérica en las comarcas gerundenses[12]
- 1992: Els Ibers: vida i cultura[13]
- 1997: Arrels Classiques De La Cuina Catalana[14]